# Dell Rapids (Dakota Południowa)
Dell Rapids – miasto w Stanach Zjednoczonych, w stanie Dakota Południowa, w hrabstwie Minnehaha, położone nad rzeką Big Sioux.